# USS Tolman (DM-28)
O USS Tolman (DM 28) foi um contratorpedeiro da Marinha dos Estados Unidos, classe Robert H. Smith que serviu durante a Segunda Guerra Mundial.

## Comandantes
| Comandante                   | Data                      |
| ---------------------------- | ------------------------- |
| Cdr. Clifford Arthur Johnson | 27 de Outubro de 1944 -?? |